# Parco nazionale Drentsche Aa
Il parco nazionale Drentsche Aa (in olandese: Nationaal beek- en esdorpenlandschap Drentsche Aa) è un parco nazionale situato nella Drenthe, nei Paesi Bassi.